# Edgar Benítez
Edgar Milciades Benítez Santander (* 8. November 1987 in Repatriación) ist ein paraguayischer Fußballspieler, der seit Mitte 2015 beim mexikanischen Verein Querétaro FC unter Vertrag steht.

## Karriere
Benítez spielte 2004 beim Club 12 de Octubre in Itauguá, bevor er in die Hauptstadt Asunción zum Spitzenclub Libertad wechselte. Ab 2006 kam er dort zwar regelmäßig zum Einsatz und hatte in den beiden Meisterschaftsjahren 2006 und 2007 14 bzw. 13 Einsätze, zum Stammspieler wurde er aber nicht. Als Mittelstürmer hatte er in beiden Jahren insgesamt auch nur ein einziges Tor erzielt.
Seinen großen Durchbruch hatte er in der 2008er Saison, in der er zu Sol de América wechselte, die ebenfalls in Asunción beheimatet sind. 21 Tore erzielte er in diesem Jahr, die 14 Tore davon in der Clausura machten ihn zum Torschützenkönig der zweiten Saisonhälfte. Sofort meldete sich auch die Nationalmannschaft und Benítez, der zuvor auch schon in der U20-Auswahl gespielt hatte, kam am 20. August 2008 zu seinem ersten A-Länderspiel.
Zum Jahresende wechselte er dann in die mexikanische Primera División zum Spitzenclub CF Pachuca. Von Anfang an war er auch dort Stammspieler und konnte sich im ersten Jahr für die CONCACAF Champions League qualifizieren, die die Mexikaner im Jahr darauf gewinnen konnten. Mit 4 Treffern war er der zweitbeste Torschütze seines Teams in diesem Wettbewerb.
In der Nationalmannschaft kam Edgar Benítez zwar ebenfalls regelmäßig zum Einsatz, hinter den in Europa spielenden Stürmerstars Paraguays wie Roque Santa Cruz und Nelson Valdez war er aber nur Ergänzungsspieler. Trotzdem wurde er nach der Qualifikation seines Landes für die Fußball-Weltmeisterschaft 2010 in Südafrika auch in den WM-Kader aufgenommen. Im letzten Vorrundenspiel kam er beim Stand von 0:0 als Ersatz für Valdez zu seinem ersten WM-Einsatz.
Benítez trägt wegen seiner schnellen Vorstöße im Sturm den Spitznamen El Pájaro, der Vogel.

## Titel / Erfolge
- CONCACAF-Champions-League-Sieger 2010 mit CF Pachuca
- Paraguayischer Meister 2006 und 2007 mit Libertad
- Mexikanischer Pokalsieger Apertura 2016 mit Querétaro